# Gonçalves de Magalhães

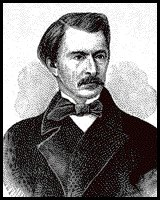
Gonçalves de Magalhães

Domingos José Gonçalves de Magalhães, Vicontede Araguaia (n. 13 august 1811 la Rio de Janeiro - d. 10 iulie 1882 la Roma) a fost un scriitor, medic și diplomat brazilian.
Prin opera sa, a introdus romantismul în literatura națională și a fost un pionier al teatrului brazilian.

## Scrieri
A scris o lirică romantică, cu unele trăsături clasice, ulterior cu predilecție pentru meditația filozofică.
- 1836: Suspiros poéticos e saudades ("Suspine poetice și doruri")
- 1839: Antônio José, tragedie
- 1858: Os mistérios ("Mistere")
- 1862: Urania.

La Paris a întemeiat revista Niterói.